# Römerkanal-Wanderweg

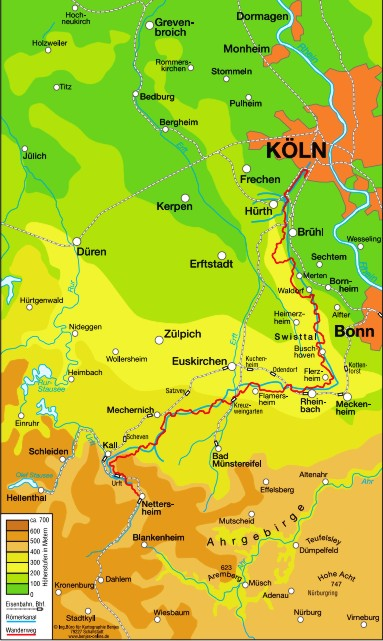
Verlauf von Kanal und Wanderweg

Logo des Römerkanal Wanderwegs

Der Römerkanal-Wanderweg ist ein Wanderweg entlang der im 1. Jahrhundert n. Chr. von den Römern erbauten Eifelwasserleitung. Er verläuft von Nettersheim über Kall, Rheinbach, Brühl und Hürth nach Köln-Sülz und besitzt eine Länge von 116 km. Der Wanderweg wurde im Jahr 1988 zum hundertjährigen Bestehen des Eifelvereins eröffnet, im Jahre 2012 grundlegend modernisiert.

## Beschilderung

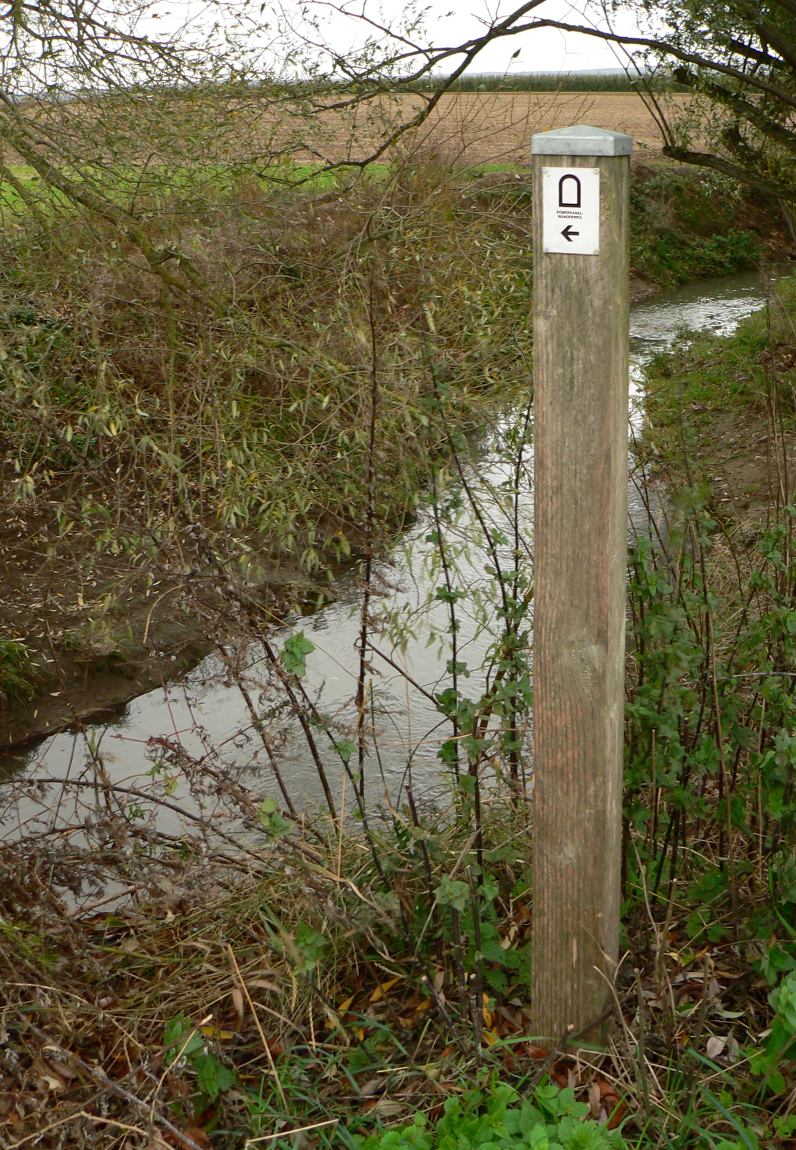
Neue Beschilderung bei Lüftelberg

Bei der Modernisierung im Jahre 2012 wurde der Wanderweg mit einem zeitgemäßen Beschilderungssystem versehen. Am Wegesrand informieren rund 50 Schautafeln über örtliche Besonderheiten und den Bau der Wasserleitung. Wegzeichen ist ein stilisierter Querschnitt des überwölbten Kanals in schwarz auf weißem Grund. Ein aktueller Pocketguide oder ein aktueller archäologischer Wanderführer des Eifelvereins mit abgedruckten Kartenausschnitten, die den Verlauf des 2012 erneuerten Wanderwegs wiedergeben, sind unverzichtbare Begleiter bei Wanderungen. Zur Einkehr laden verschiedene Gastronomie- und Übernachtungsbetriebe ein. Der Freundeskreis Römerkanal, in dem alle Anliegergemeinden und zuständigen Institutionen vertreten sind, bündelt die Aktivitäten zur Erhaltung und Vermarktung des Bauwerks. Er führt auch eigene Veranstaltungen durch.

## Teilabschnitte und Sehenswürdigkeiten entlang der Strecke

### Etappe 1: Von Nettersheim nach Kall-Dottel
| Etappe 1                                                     | Schautafeln | Sehenswürdigkeiten                                          |
| ------------------------------------------------------------ | --- | ----------------------------------------------------------- |
| Start: - Naturzentrum Eifel Ziel: - Nettersheim Weg: - 15 km | - Quellenfassung Grüner Pütz - Aufschluss Bahndamm - Leitungstrasse Urfttal - Urft-Übergang - Aufschluss Urft - Aufschluss Dalbenden - Aufschluss am Ehrenmal - Wasserscheide Rhein/Maas | - Naturzentrum Eifel Nettersheim - Eifelblick - Stolzenburg |

#### Brunnenstube „Grüner Pütz“
Die Römer erschlossen zuerst die Quellen bei Kallmuth, Urfey und Dreimühlen und erweiterten später in einer zweiten Bauphase dieses System durch einen vierten Leitungsstrang zum „Grünen Pütz“ im Urfttal in der Nähe von Nettersheim. Diese Quellfassung war der Beginn der zu Ende des 1. Jh. n. Chr. erbauten Eifelwasserleitung, auch Römerkanal genannt.
Obwohl am Grünen Pütz ein Parkplatz besteht, nimmt der Wanderweg am Naturzentrum Eifel in Nettersheim seinen Anfang, führt zum Grünen Pütz und danach entlang der Leitungstrasse im Urfttal weiter zu einem interessanten Aufschluss bei der Burg Dalbenden.

#### Aufschluss der Eifelwasserleitung bei der Burg Dalbenden
Am Nordhang des Urfttales nahe der Burg Dalbenden in Urft befand sich ein heute noch vollständig erhaltener Durchlass der an dieser Stelle schon in der Antike für ein kurzes Stück oberirdisch geführten Leitung. Dieser Durchlass sollte den Kanal davor bewahren, durch das Wasser eines kleinen Trockentals unterspült zu werden.
Der Wanderweg führt nun an der Stolzenburg vorbei und danach weiter über Sötenich, Keldenich und Dottel. Keldenich liegt auf der Wasserscheide von Urft und Erft. In Kall passierte die Eifelwasserleitung diese Wasserscheide.
Der Wanderweg führt nun an einem der Quellgebiete des Römerkanals, dem Quellgebiet Urfey, vorbei zu der kleinen, aber wegen ihres guten Erhaltungszustandes bedeutenden Aquäduktbrücke in Mechernich-Vollem.

Teilstücke und Anlagen der Wasserleitung in Nord- und Voreifel
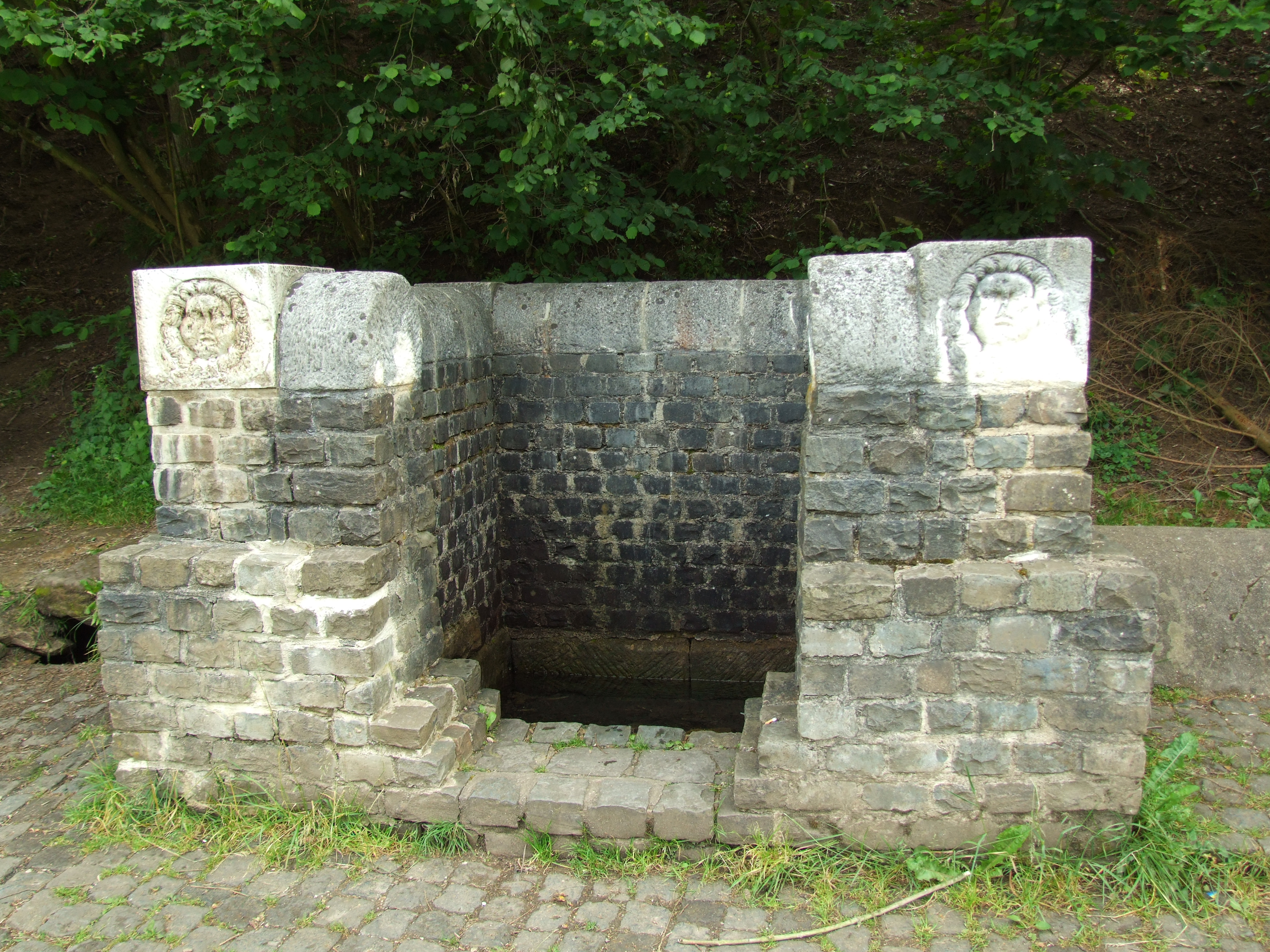
Die Brunnenstube am Grünen Pütz
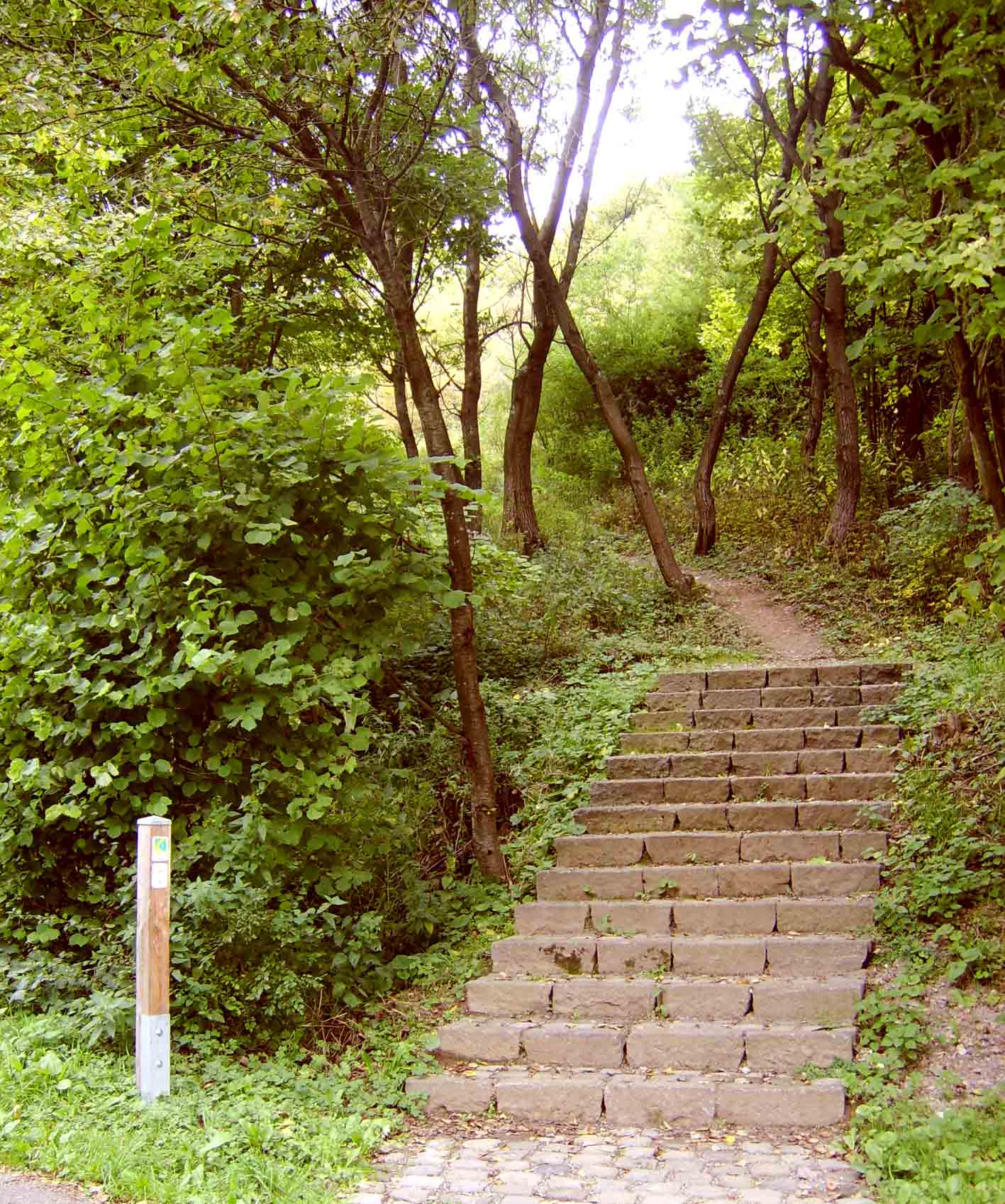
Eifelsteig – Aufstieg aus dem Urfttal
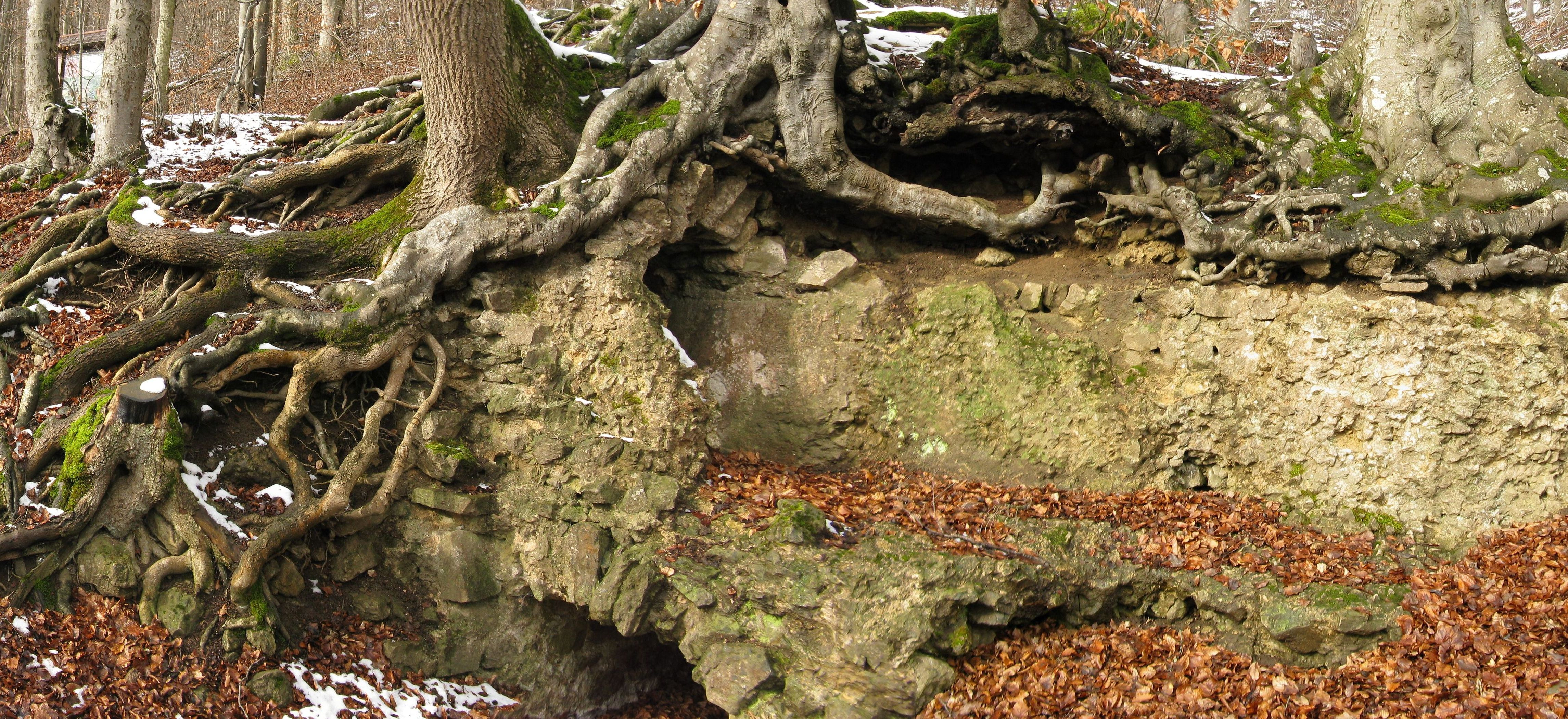
Aufschluss von Urft mit kleiner Aquäduktbrücke

### Etappe 2: Von Kall-Dottel nach Mechernich Feyer Mühle
| Etappe 1                                                          | Schautafeln | Sehenswürdigkeiten |
| ----------------------------------------------------------------- | --- | --- |
| Start: - Kall (Dottel) Ziel: - Mechernich Feyermühle Weg: - 16 km | - Kleine Aquäduktbrücke - Quellfassung Klausbrunnen - Sammelbecken Eiserfey - Aufschluss Veybachtal - Aquäduktbrücke Vussem - Aufschluss Straße nach Holzheim - Sinterplatte Wasserwerk - Aufschluss Zubringer BAB - Kanalmeisterei | - Quellfassung Klaus Brunnen Kallmut - Aquäduktbrücke Vussem - Aussicht auf Vollem und Eiserfey - Sammelbecken Eiserfey |

#### Aquäduktbrücke in Mechernich-Vollem
Kurz bevor die Leitung aus dem Quellgebiet von Urfey auf den Kallmuther und Nettersheimer Leitungsstrang traf, überquerte der Kanal über eine kleine heute noch gut erhaltene Aquäduktbrücke den antiken Kallmuther Bach.
Dieses Brückenbauwerk befindet sich zwischen den Orten Urfey und Vollem und kann heute wieder besichtigt werden.
Die kleine Aquäduktbrücke ist heute die Station 9 des 2012 erneuerten Wanderwegs.

#### Brunnenstube Klausbrunnen
In einem weiteren Quellgebiet der Eifelwasserleitung 700 m östlich von Kallmuth lässt sich wieder eine rekonstruierte Brunnenstube besichtigen, der Klausbrunnen. Er war vor der späteren Erweiterung des Kanals zum Grünen Pütz der äußerste Punkt der römischen Wasserleitung nach Köln.

#### Aquäduktbrücke bei Vussem
Um ein heute namenloses Seitental des Veybaches zu überqueren, wurde bei Mechernich-Vussem eine ca. 80 m lange und bis zu 10 m hohe Aquäduktbrücke errichtet. Heute ist dort eine Teilrekonstruktion mit drei von ehemals wahrscheinlich zwölf Bögen zu sehen.

#### Sammelbecken in Mechernich-Eiserfey
In Eiserfey kann ein rundes Sammelbecken besichtigt werden, in das neben dem Leitungsstrang von Nettersheim (Grüner Pütz), Kallmuth (Klausbrunnen) und Urfey ein zweiter Kanal vom Quellgebiet „Hausener Benden“ beim Ort Weyer herkommend einmündet.
Von dem Sammelbecken aus wurde das Wasser in der Eifelwasserleitung weiter nach Köln transportiert.
Der Wanderweg führt nun durch das Veybachtal weiter zur Aquäduktbrücke in Vussem.

Römerkanal, Teilstücke Aquäduktbrücke Mechernich-Vussem
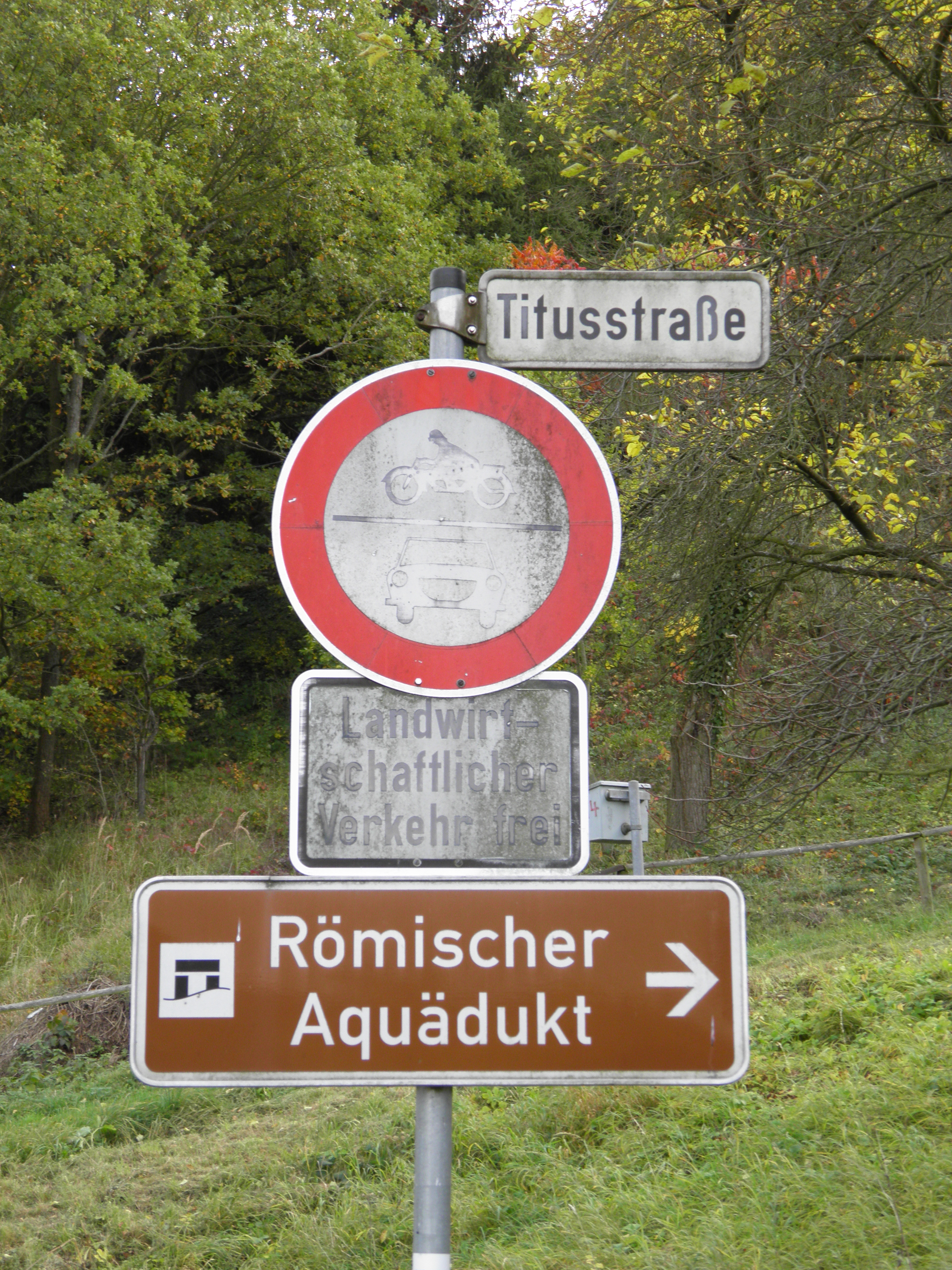
Wegweiser
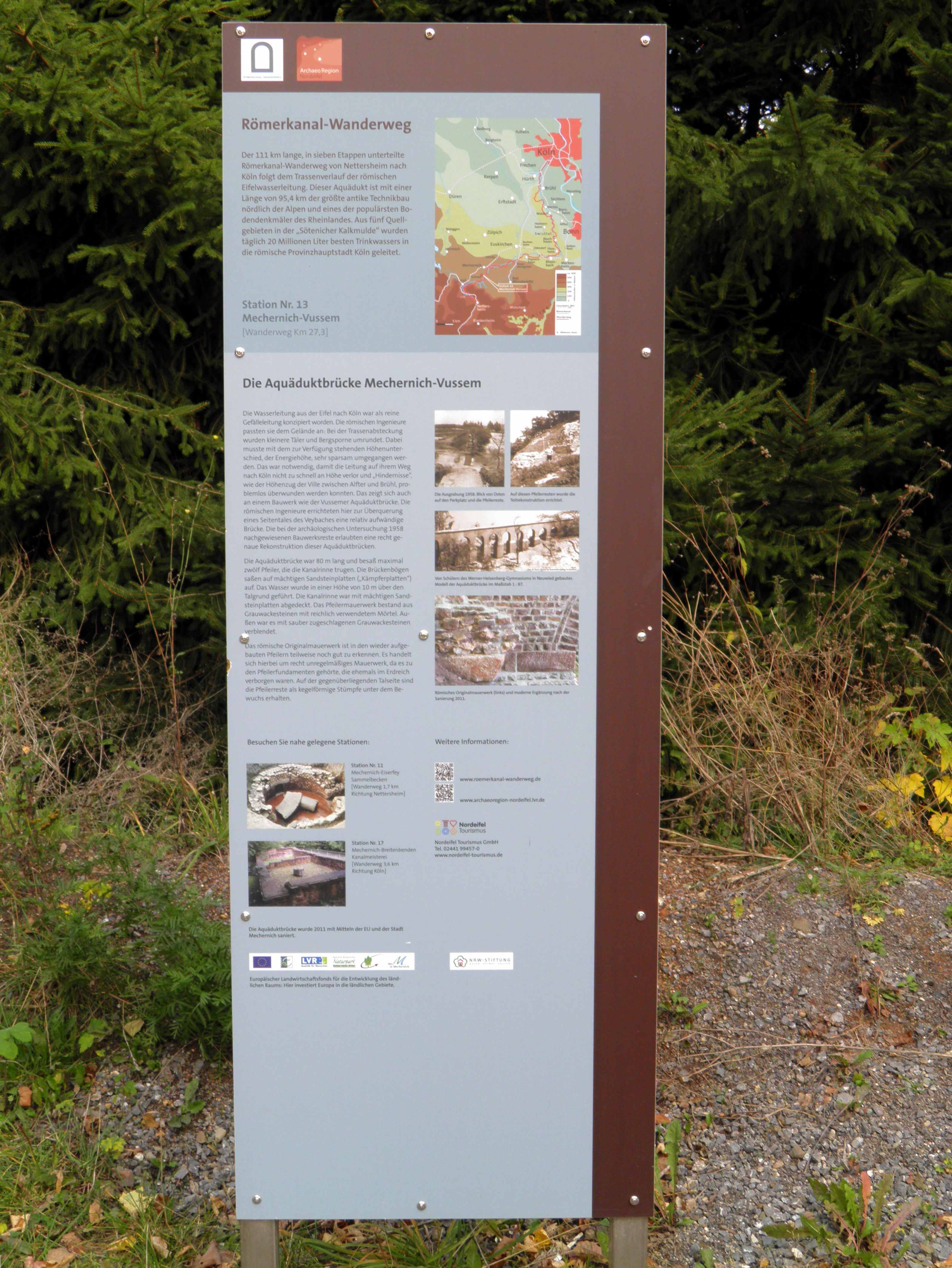
Info-Tafel
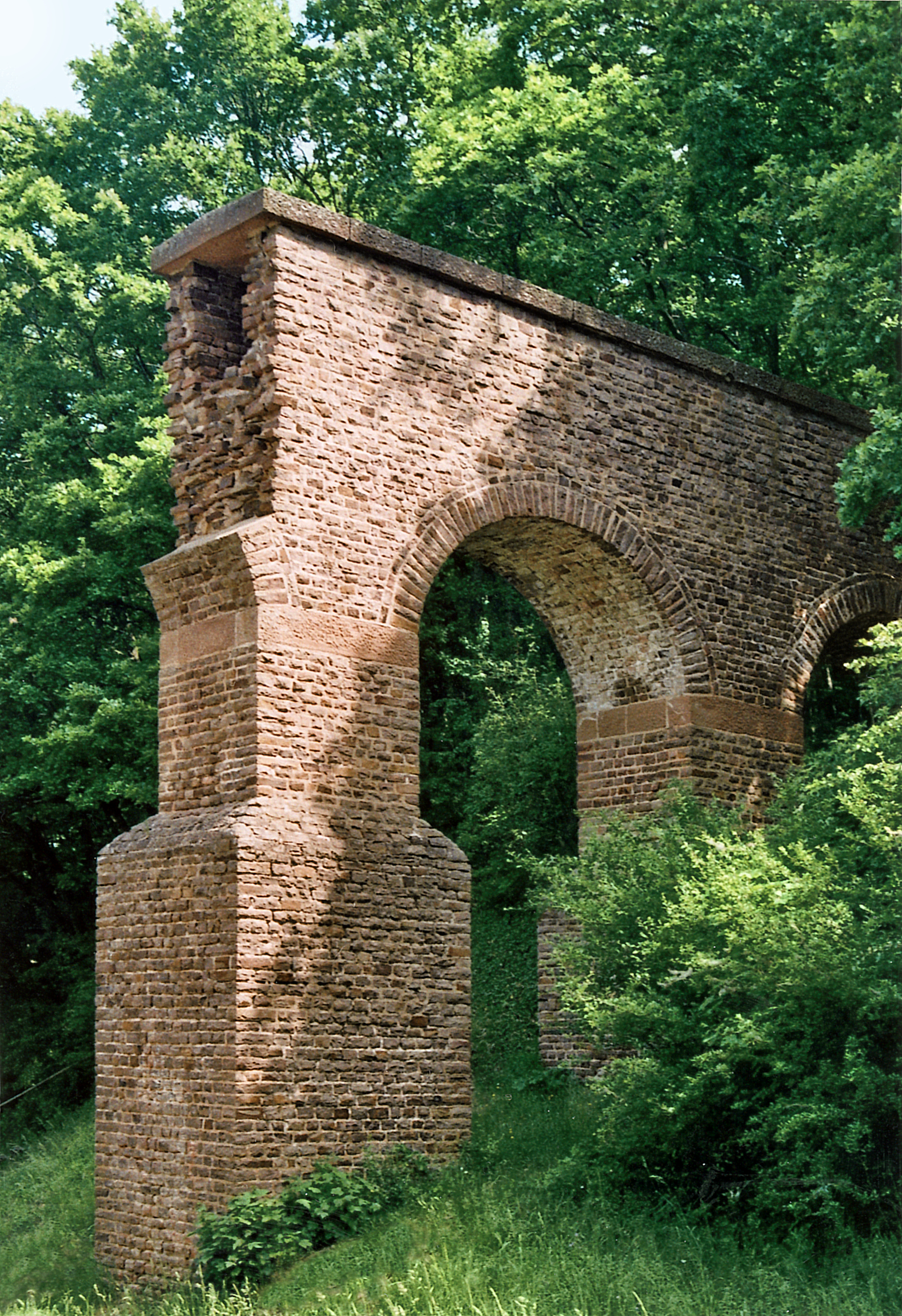
Aquäduktbrücke bei Vussem

### Etappe 3: Von Mechernich Feyermühle nach Kreuzweingarten
| Etappe 3                                                                       | Schautafeln | Sehenswürdigkeiten                                                                                                  |
| ------------------------------------------------------------------------------ | --- | --- |
| Start: - Mechernich Feyermühle Ziel: - Euskirchen Kreuzweingarten Weg: - 13 km | - Trassenverlauf Hombusch - Grüner Winkel zu Lessenich (Mechernich) - Trassenverlauf Sportplatz - Aufschluss Kreuzweingarten - Tempelchen | - Heidentempel, „Kloster Maria Rast“ - Aussicht bei Antweiler - Mechernicher Walde - Tempelchen bei Kreuzweingarten |

#### Aufschlüsse bei Mechernich-Breitenbenden

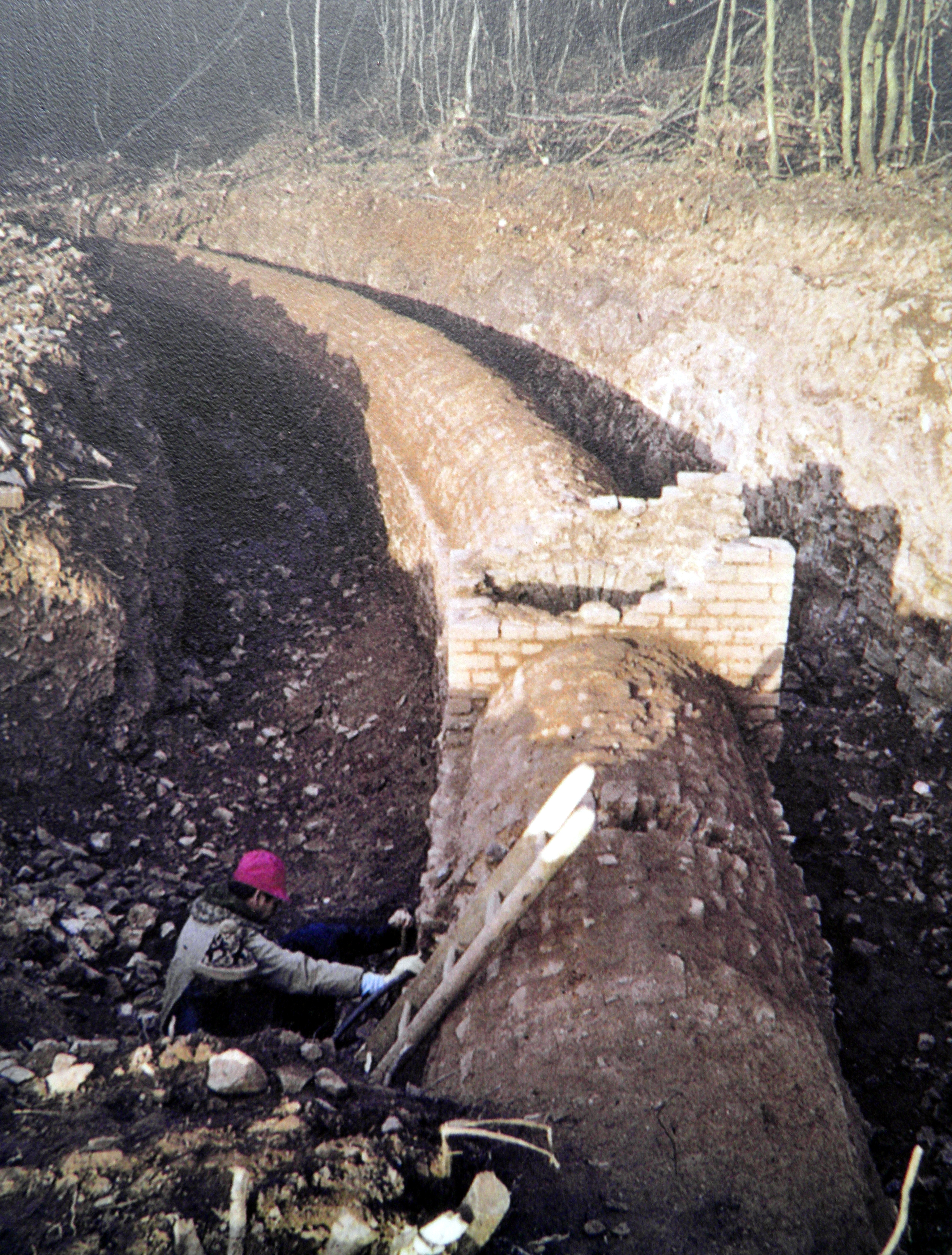
Römerkanal Abschnitt Breitenbenden, transloziertes Teilstück mit Revisionsschacht in Rheinbach

Am rechten Hang des Krebsbachtales findet man einen Aufschluss der Eifelwasserleitung mit Einstiegsschächten.
Einstiegsschächte waren an diesem Abschnitt der Leitung besonders zahlreich, da es die Römer hier mit geologischen Problemen zu tun hatten, durch die die Leitung reparaturanfällig war.
Hier befinden sich in der Nähe des Römerkanals Überreste von römischen Gebäuden.

### Etappe 4: Euskirchen-Kreuzweingarten nach Rheinbach
| Etappe 4                                                             | Schautafeln | Sehenswürdigkeiten |
| -------------------------------------------------------------------- | --- | --- |
| Start: - Euskirchen-Kreuzweingarten Ziel: - Rheinbach Weg: - 16,5 km | - Trasse im Erfttal - Hardtburg - Pfeilerreste und Kalksinter auch „Aquäduktmarmor“ - Trassenverlauf - Trasse, Blick ins Vorgebirge - Teilstücke in Rheinbach - Römerkanalbruch in Rheinbach - Römerkanl Infozentrum | - Hardtburg - Aussicht vom Alten Burgberg - Römischer Landschaftspart von Burg Flamersheim - Römerkanal-Informationszentrum, Naturparkzentrum und Glasmuseum Rheinbach |

Von Kreuzweingarten verläuft der Wanderweg an der Hardtburg, einer Burg aus dem 12. Jahrhundert, bei deren Bau auch Baumaterial aus der Eifelwasserleitung verwendet wurde, vorbei nach Niederkastenholz.
Hier sind in der Kirche St. Laurentius neben Baumaterial sogar Kalksinterplatten verwendet worden. Außerdem findet man in Niederkastenholz im Bürgersteig römische Pfeilerstümpfe einer Wasserleitung, die aber wohl mit der Eifelwasserleitung nicht in Verbindung stand.
Der Wanderweg führt weiter über Palmersheim nach Rheinbach, wo am Kreisel Aachener Straße ein Teilstück des Kanals aufgestellt ist, das in Rheinbach geborgen wurde und dessen Sohle und Wangen aus römischem Stampfbeton besteht.
Ein weiteres Teilstück steht in der Pützstraße und stammt aus Mechernich-Breitenbenden. Am Wasemer Turm und am Hexenturm in Rheinbach wurde auch wieder Baumaterial aus dem Römerkanal verwendet.
Translozierte Teilstücke des Bodendenkmals mit Standortdaten in Rheinbach
- Station 29 (km 60,3): Pützstr., Haupteingang Postbank (50° 37′ 32,84″ N, 6° 56′ 48,77″ O)
- Kreisel Aachener Str. (50° 37′ 38,68″ N, 6° 56′ 41,46″ O)
- Am Getreidespeicher, ca. 100 m vor Querung Gymnasiumstr. (50° 37′ 42,89″ N, 6° 57′ 11,99″ O)
- Marie-Curie-Str., Eingang Gründer- und Technologiezentrum (50° 38′ 4,16″ N, 6° 56′ 58,96″ O)
- Siemensstr., Haltepunkt Römerkanal, Voreifelbahn (50° 37′ 40,3″ N, 6° 58′ 5,63″ O)

#### Aufschlüsse bei Euskirchen-Kreuzweingarten
Der Aufschluss an der Straße „Am Römerkanal“ ist bekannt für seine mächtigen Kalksinterablagerungen.
An einem weiteren Aufschluss in Kreuzweingarten können die restaurierten Grundmauern eines kleinen römischen Gebäudes besichtigt werden. Man vermutet, dass hier ein kleiner Tempel stand.

Römerkanal-Wanderweg, Etappe 4
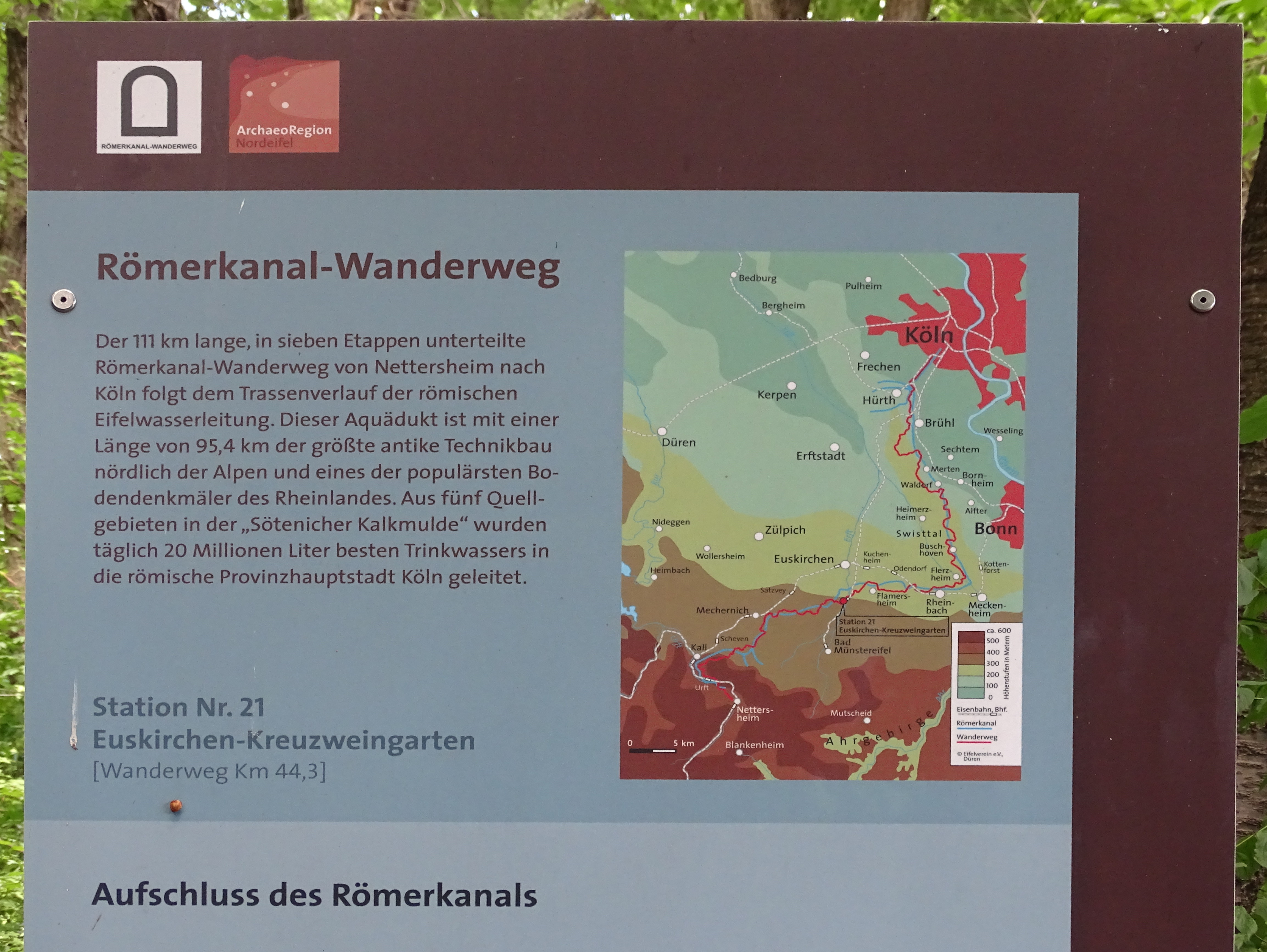
Info-Tafel Staton 21
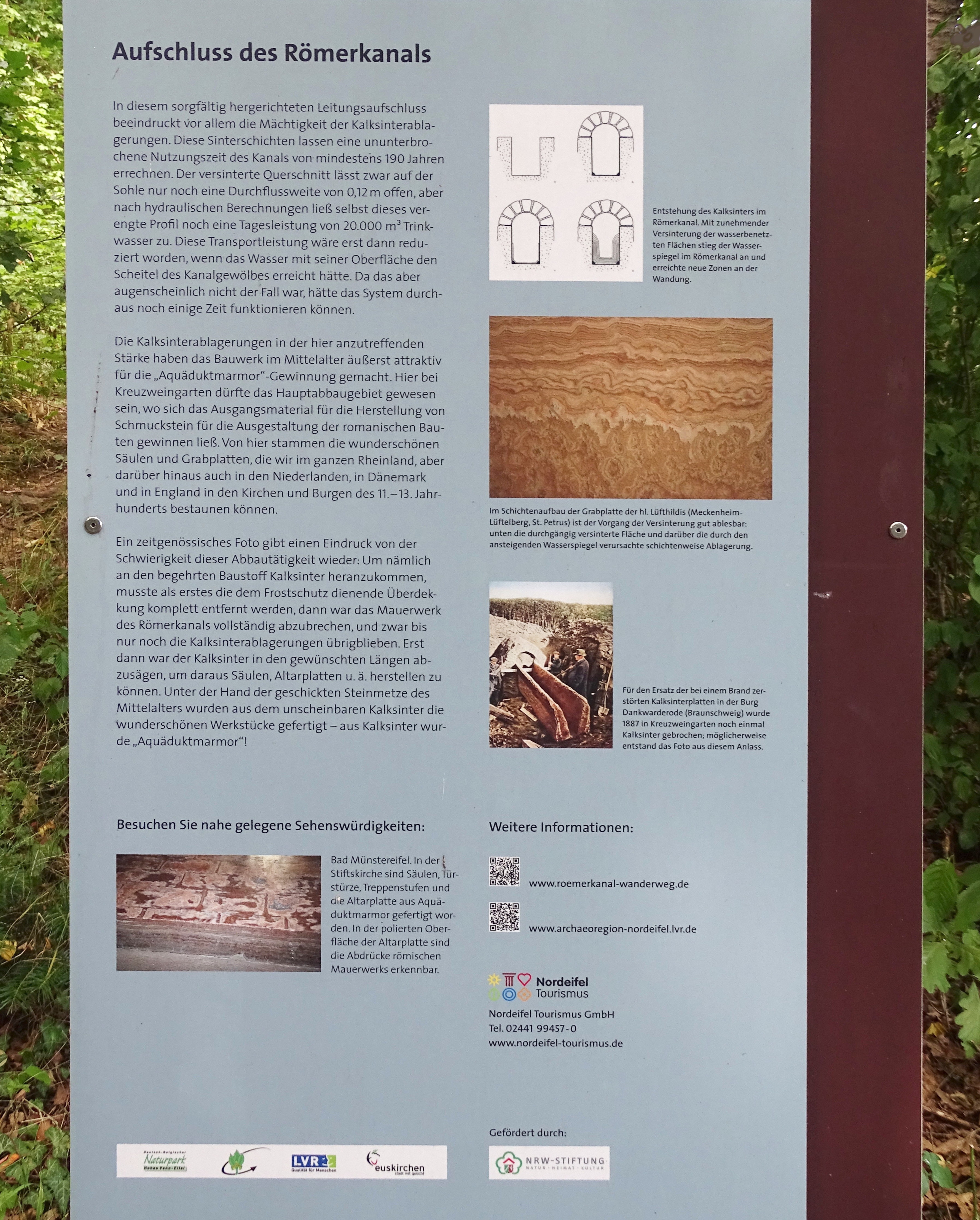
Info-Tafel Aufschluss
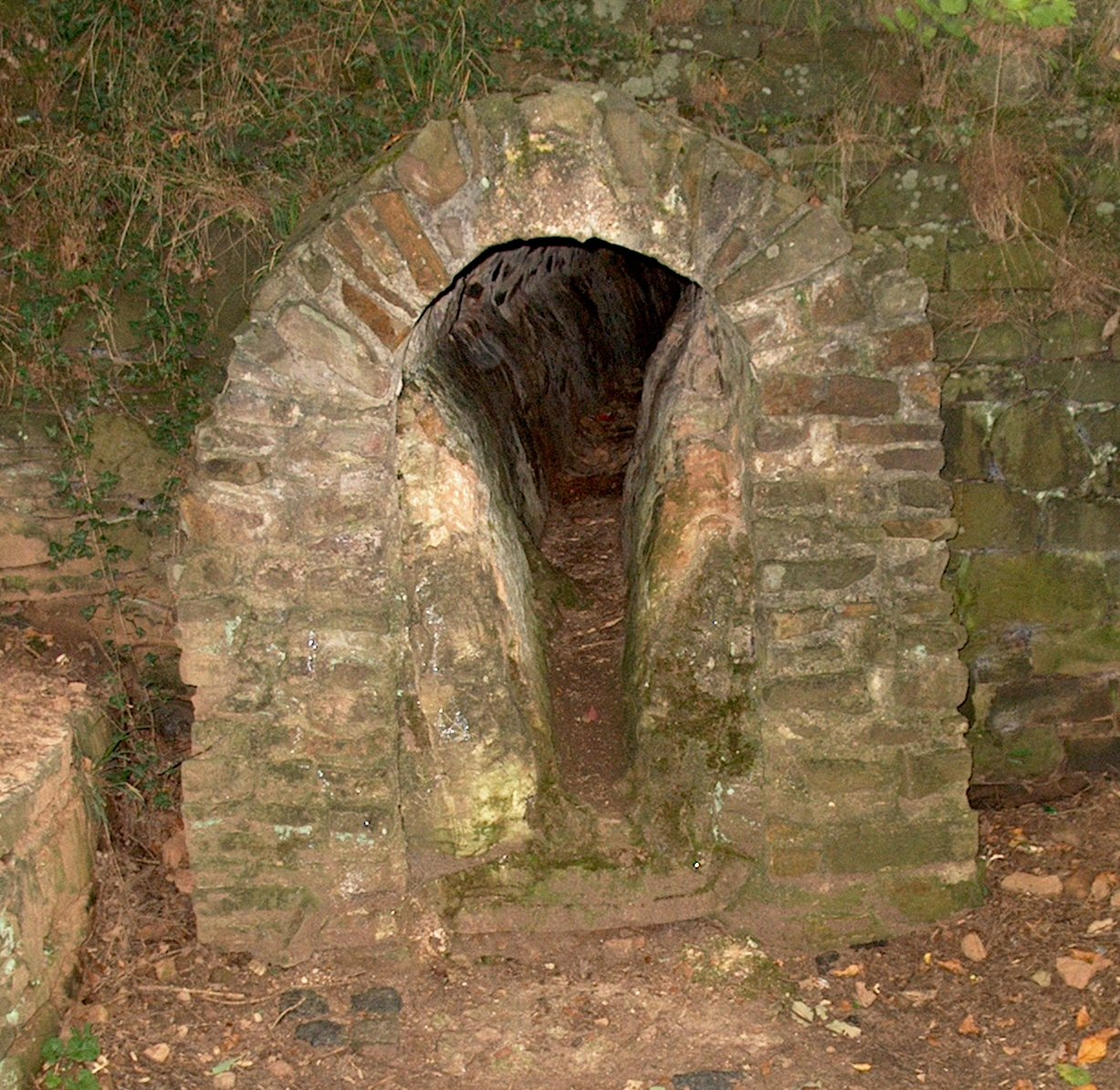
Aufschluss Römerkanal mit Sinterablagerung: hier transloziertes Teilstück Kreuzweingarten

### Etappe 5: Von Rheinbach nach Bornheim-Brenig
| Etappe 5                                                  | Schautafeln                                                                  | Sehenswürdigkeiten |
| --------------------------------------------------------- | ---------------------------------------------------------------------------- | --- |
| Start: - Rheinbach Ziel: - Bornheim (Brenig) Weg: - 22 km | - Rheinbach - Lüftelberg - Buschhoven - Kottenforst - Blick auf das Rheintal | - Römerkanal-Informationszentrum, Naturparkzentrum und Glasmuseum Rheinbach - Burg Lüftelberg zu Lüftelberg-Meckenheim - Obstplantagen Rheinbach, Meckenheim und Bornheim |

Südlich der Ortschaften Flerzheim und Lüftelberg befand sich zur Überwindung des tiefer gelegenem Swistbach-Aue eine 1400 m lange und bis 11 m hohe Aquäduktbrücke, die im Mittelalter komplett abgebrochen wurde.

An Station 35 des Wanderwegs steht ein Pfeilernachbau der Aquäduktbrücke, der sich zwar nicht am Originalstandort befindet, jedoch einen realistisch Eindruck bezüglich des Bauwerks vermittelt. Der Wanderweg wendet sich aus Richtung Westen kommend nunmehr nach Nord und führt weiter über Lüftelberg nach Buschhoven.
Hier liegt am Waldrand oberhalb des Tals der Swist Station 38 des Wanderweges. Sie zeigt einen Kanal-Aufschluss, der von den römischen Erbauern ausreichend tief ins Erdreich eingebracht werden musste. Zur Überwindung des Höhenrücken der Ville an dieser Stell beträgt deshalb das Kanal-Gefälle lediglich 0,12 %. In der Nähe dieser Station wurde 1938 ein Einstiegsschacht der Wasserleitung freigelegt, der jedoch zur Sicherung wieder mit Erdreich verfüllt wurde.
Im Kottenforst befindet sich an Station 40 ein mittelalterlicher Ausbruchgraben, der durch die Gewinnung von Baumaterial entstand.

Römerkanal-Wanderweg, Buschhoven, Kottenforst
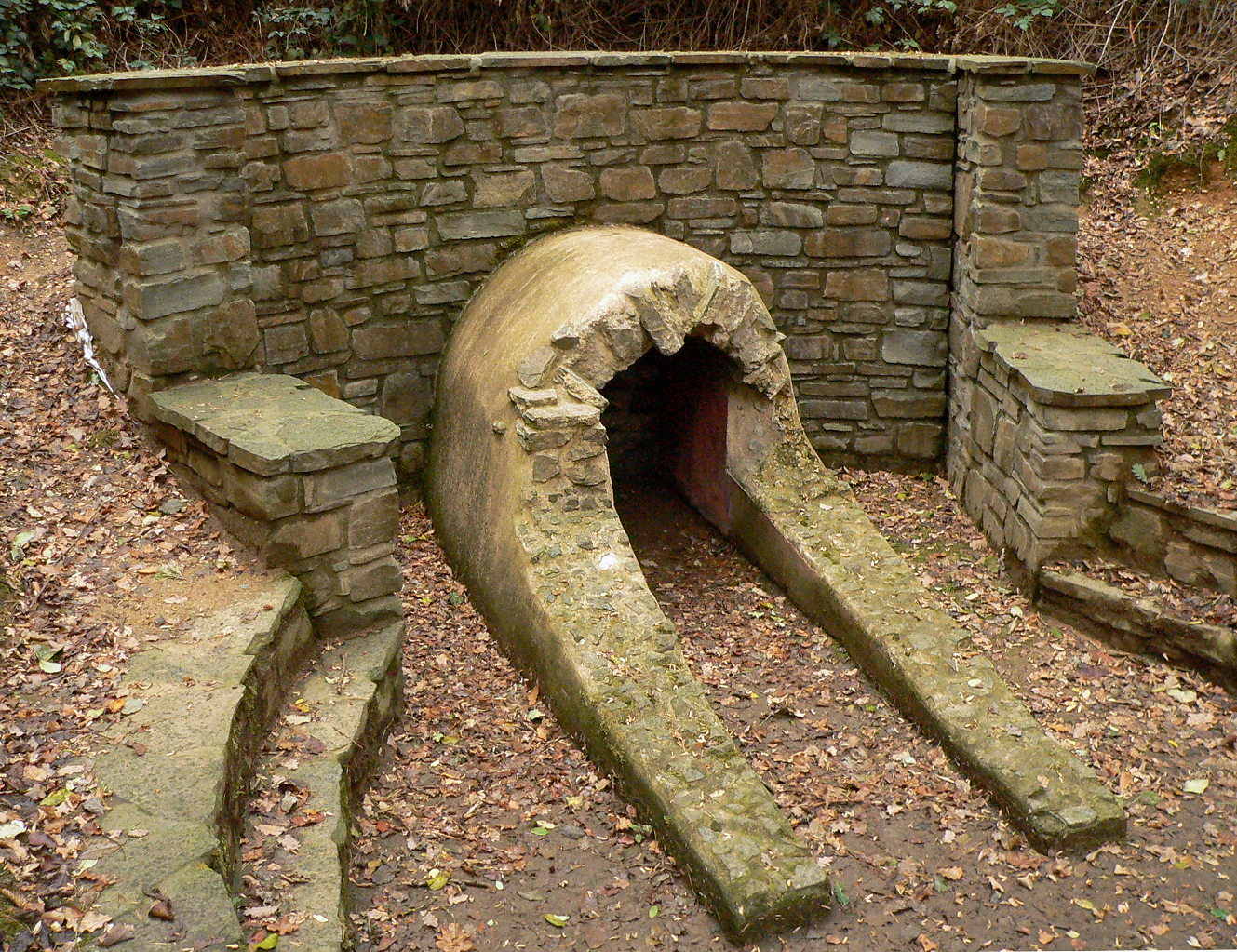
Aufschluss bei Buschhoven
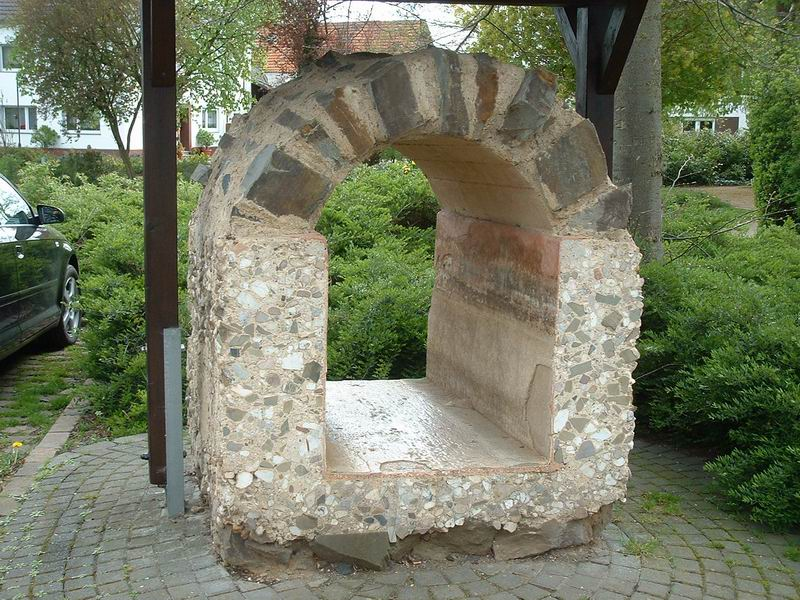
Teilstück in Buschhoven
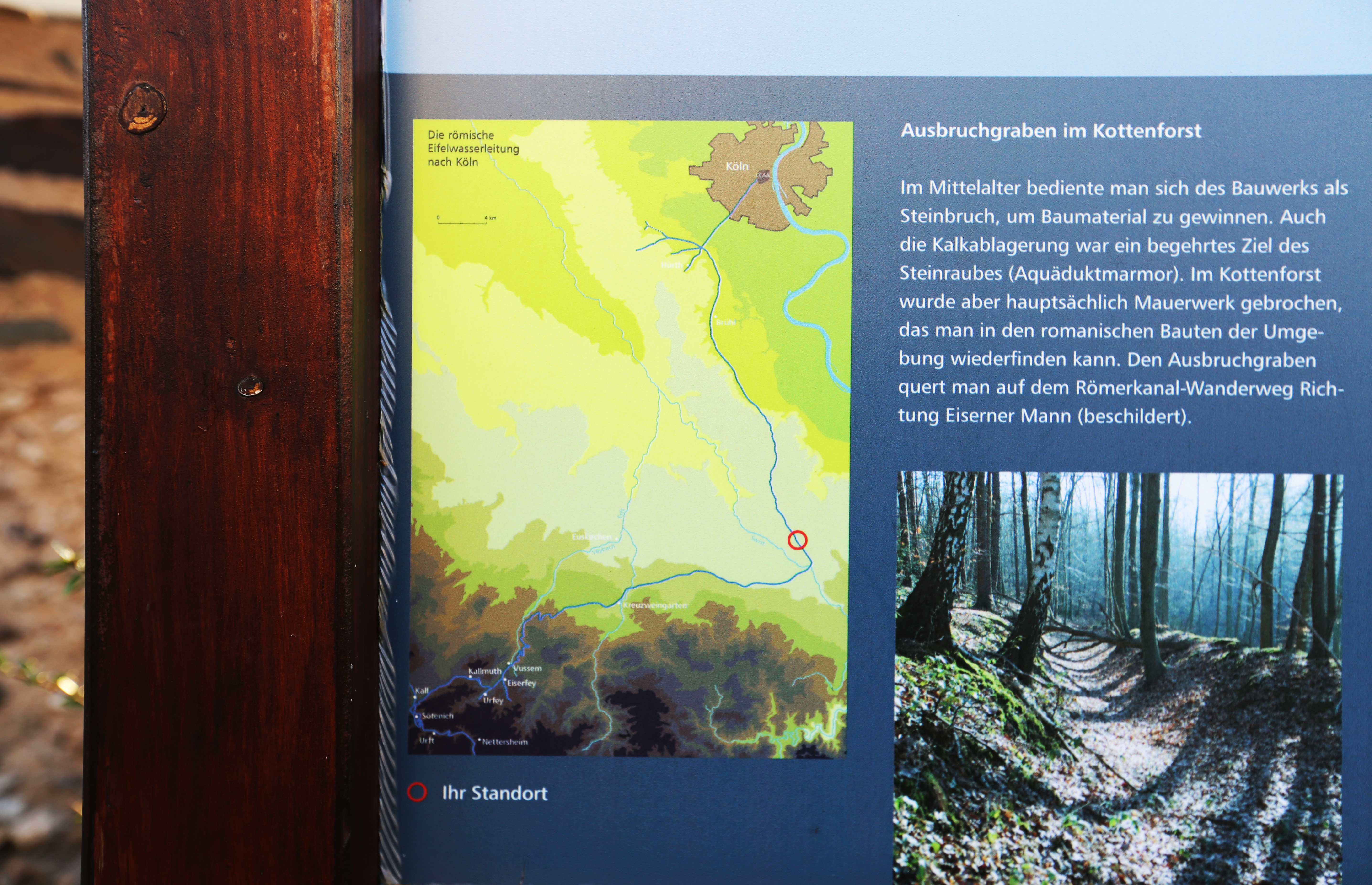
Info-Tafel Kottenforst

### Etappe 6: Von Bornheim-Brenig nach Brühl
| Etappe 6                                                           | Schautafeln | Sehenswürdigkeiten |
| ------------------------------------------------------------------ | --- | --- |
| Start: - Bornheim (Brenig) Ziel: - Brühl (Wasserturm) Weg: - 15 km | - Baumaterial für Friedhof Hemmerich - Teilstück an der Schule in Walberberg - Baumaterial für Kirche in Walberberg - Baumaterial für Hexenturm in Walberberg | - Burg Hemmerich und Schloss Rösberg - Villeseenplatte (rekultiviertes Tagebaugelände) - Welterbestätten Schloss Augustusburg, Schloss Falkenlust zu Brühl und Max Ernst Museum zu Brühl - Phantasialand |

### Etappe 7: Von Brühl nach Köln
| Etappe 7                                                   | Schautafeln | Sehenswürdigkeiten |
| ---------------------------------------------------------- | --- | --- |
| Start: - Brühl (Wasserturm) Ziel: - Köln-Sülz Weg: - 19 km | - Baumaterial in alter Burg Fischenich - Blich auf Rheintal und Köln - Teilstück Römerkanal aus dem Hürther Tal vor der Kirche - Knotenpunkt Römerkanal - Doppelkanal an der Realschule - Absetzbecken im Grüngürtel - Pfeiler Berrenrather Str. | - Burg Kendenich - Sicht auf Kölner Dom vom Hürtherberg - Heider Bergsee mit Strandbad und Erlebnisbauernhof Gertrudenhof - Römisch-Germanisches Museum zu Köln |

#### Die Wasserleitungen in Hürth und der Aufschluss in Hürth-Hermülheim
Schon in der ersten Hälfte des 1. Jahrhunderts n. Chr. hatten die Römer ihre etwa 30.000 Einwohner zählende Verwaltungshauptstadt Untergermaniens aus mehreren Quellen am Rand des Vorgebirges mit Wasser versorgt. Diese liefen an der Burg Hermülheim zusammen. Den genauen Ort hat man noch nicht gefunden. Die ab Hürth-Hermülheim bestehende Sammelleitung der Quellen vom Vorgebirgshang wurde – da nicht mehr ausreichend zur Versorgung der Stadt – aufgestockt. An der Realschule in Hermülheim befindet sich eine zugängliche Ausgrabungsstelle, die die Vorgehensweise der römischen Ingenieure deutlich erkennen lässt.
Innerhalb Hürths verläuft der Weg vom Brühler Wasserturm kommend über Fischenich und Kendenich durch das rekultivierte Gelände der ehemaligen Braunkohlengrube Franziska die Luxemburger Straße querend auf die Trierer Straße zu. Diese führt zum Brabanter Platz. Hier trifft der Weg auf die Trasse der älteren Hürther Leitung aus dem Hürther Tälchen des Duffesbachs. Ein Teilstück der Leitung ist hier aufgestellt. Die Kreuzstraße liegt in der Trasse des ehemaligen Wartungsweges der Leitung. Am Rathaus ist wieder ein ausgegrabenes Teilstück aufgestellt.
An der Kirche geht es links in die Deutschherrenstraße zum Burgpark der ehemaligen Burg Hermülheim, an der die Vorgebirgsleitungen zusammengeführt wurden. Von dort geht der Wanderweg am Duffesbach entlang und unmittelbar an der freigelegten Leitung an der Realschule vorbei, dann weiter durch Efferen bis zum Kölner Grüngürtel. Der Bach in seinem schnurgeraden Bett ist der Nachfolger der ehemaligen Wasserleitung. Der Bach floss früher in Hermülheim, wo er einen unnatürlichen rechtwinkligen Knick macht, gerade aus und versickerte bei Kalscheuren.

Teilstücke und Anlagen der Wasserleitung auf dem Gebiet Hürth
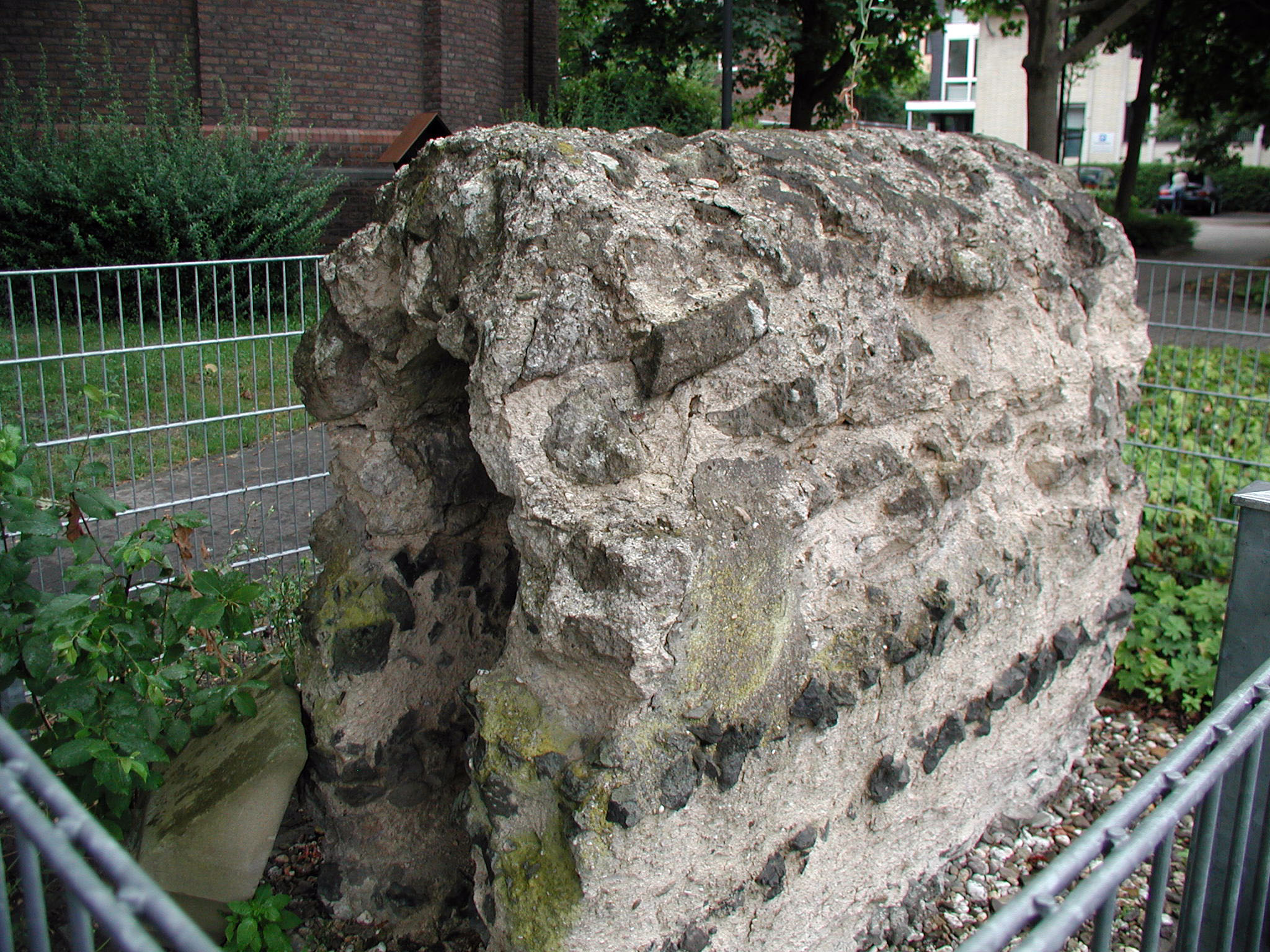
Brabanter Platz
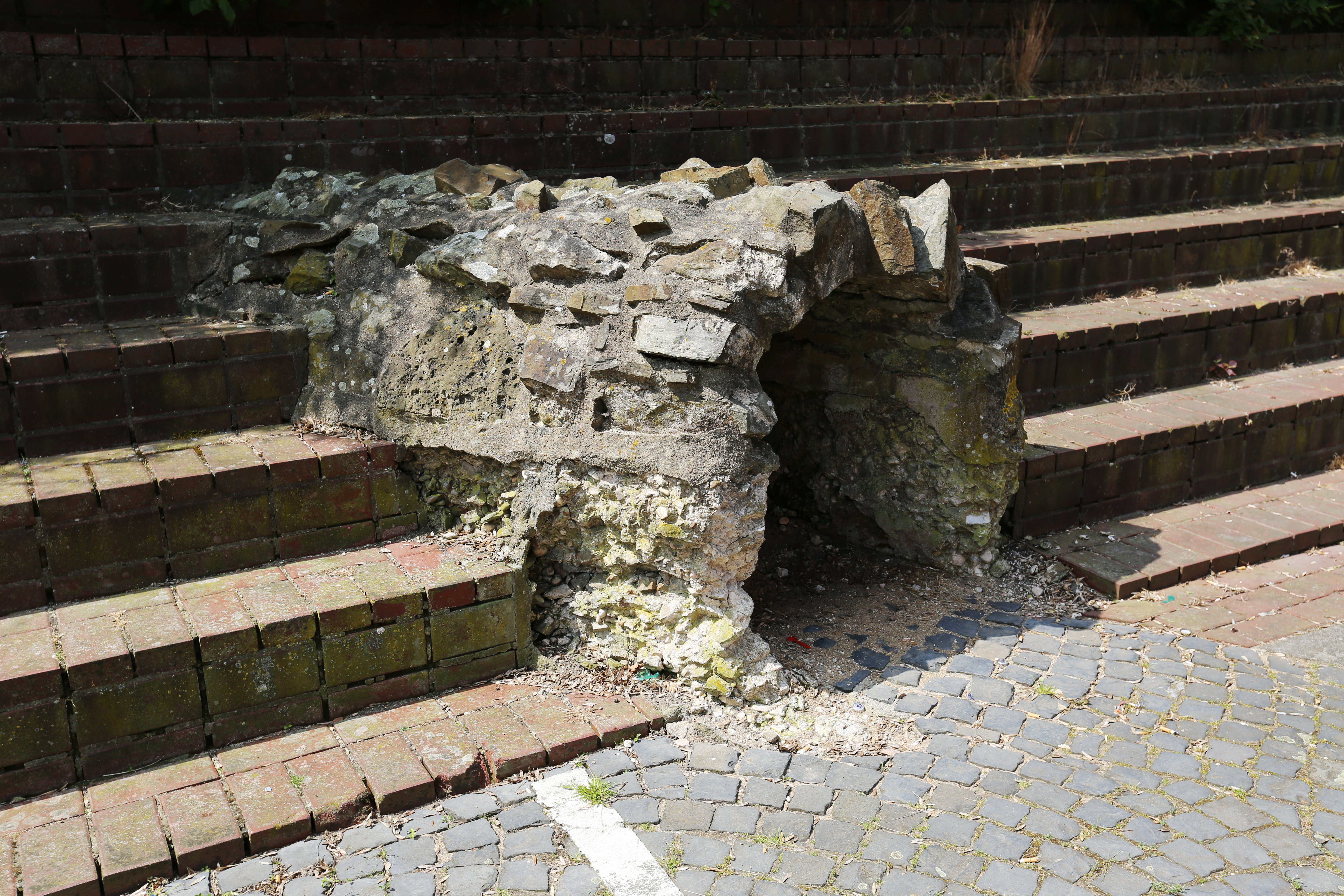
Rückseite Rat- und Bürgerhaus
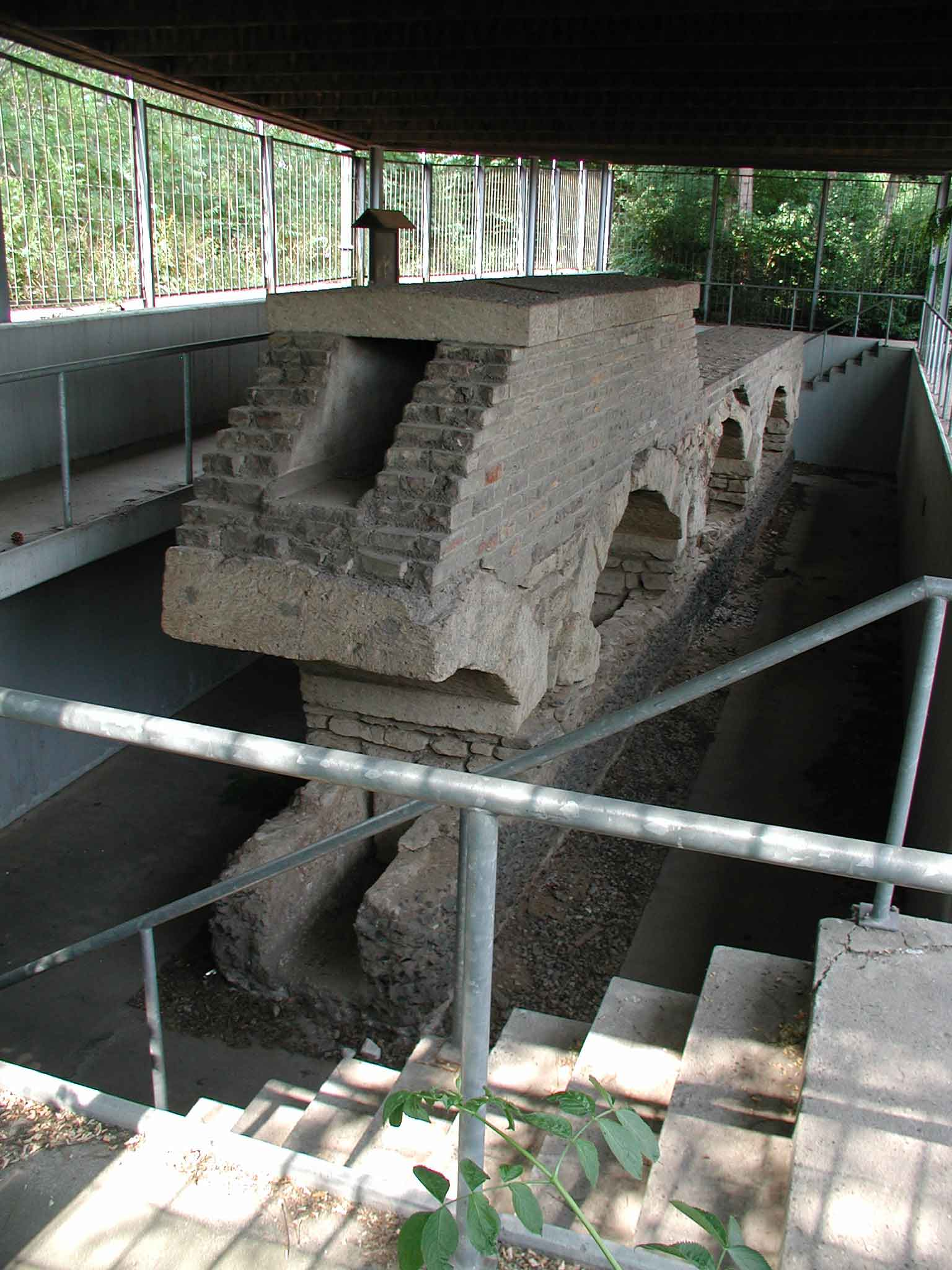
Aufschluss in Hermülheim
Kanalfragment an der Grenze Hürth/Köln

#### Die Leitung in Köln
Ab der Unterführung unter der Bundesautobahn 4 an der ehemaligen Schleifkotten-Mühle, an der der Bach bis zum Militärring wieder oberirdisch verläuft, führt der Weg am Bach entlang bis zur ausgegrabenen und mit einem Schutzdach versehenen Entschlammungsanlage auf der Höhe des Sportparks des 1. FC Köln (Einkehrmöglichkeit).
Auf dem Kölner Abschnitt der Berrenrather Straße ist noch ein Pfeilerrest der Leitung aufgestellt.
Es folgt ein weiterer Hinweis auf den Römerkanal in Höhe des Manderscheider Platzes an der gegenüber gelegenen Schule.
Ein letztes Teilstück der antiken Wasserleitung wurde in Höhe der ehemaligen Einmündung der Berrenrather- in die Zülpicher Straße (bei Nummer 47) aufgestellt.
Obwohl die Leitung weiter ins Zentrum der Stadt auf den Marsilstein führte, mag man hier das Ende des Wanderweges setzen.

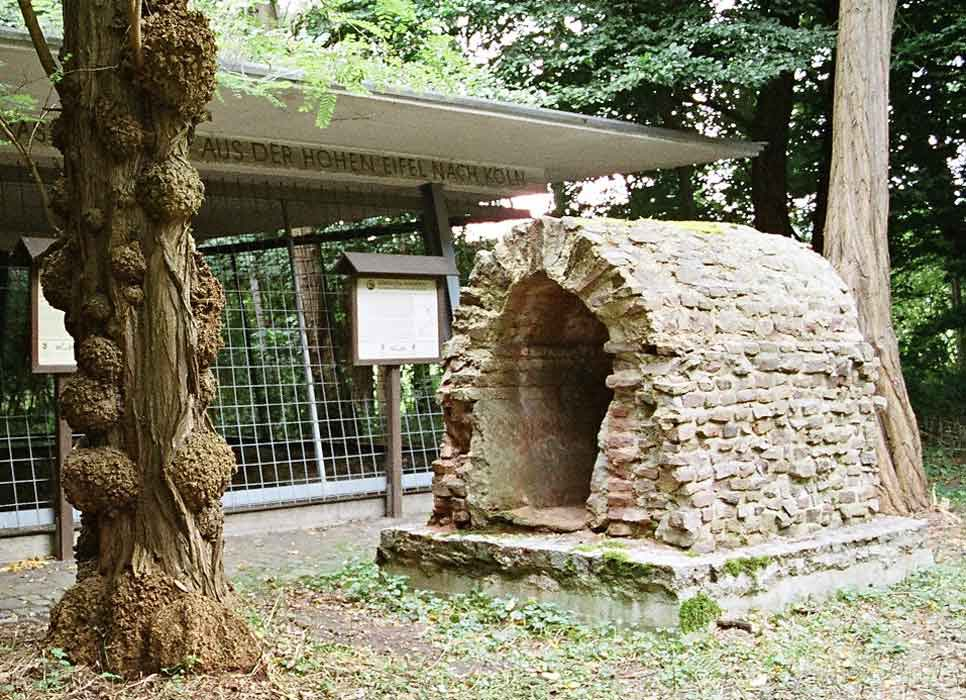
Schlammfang im Grüngürtel
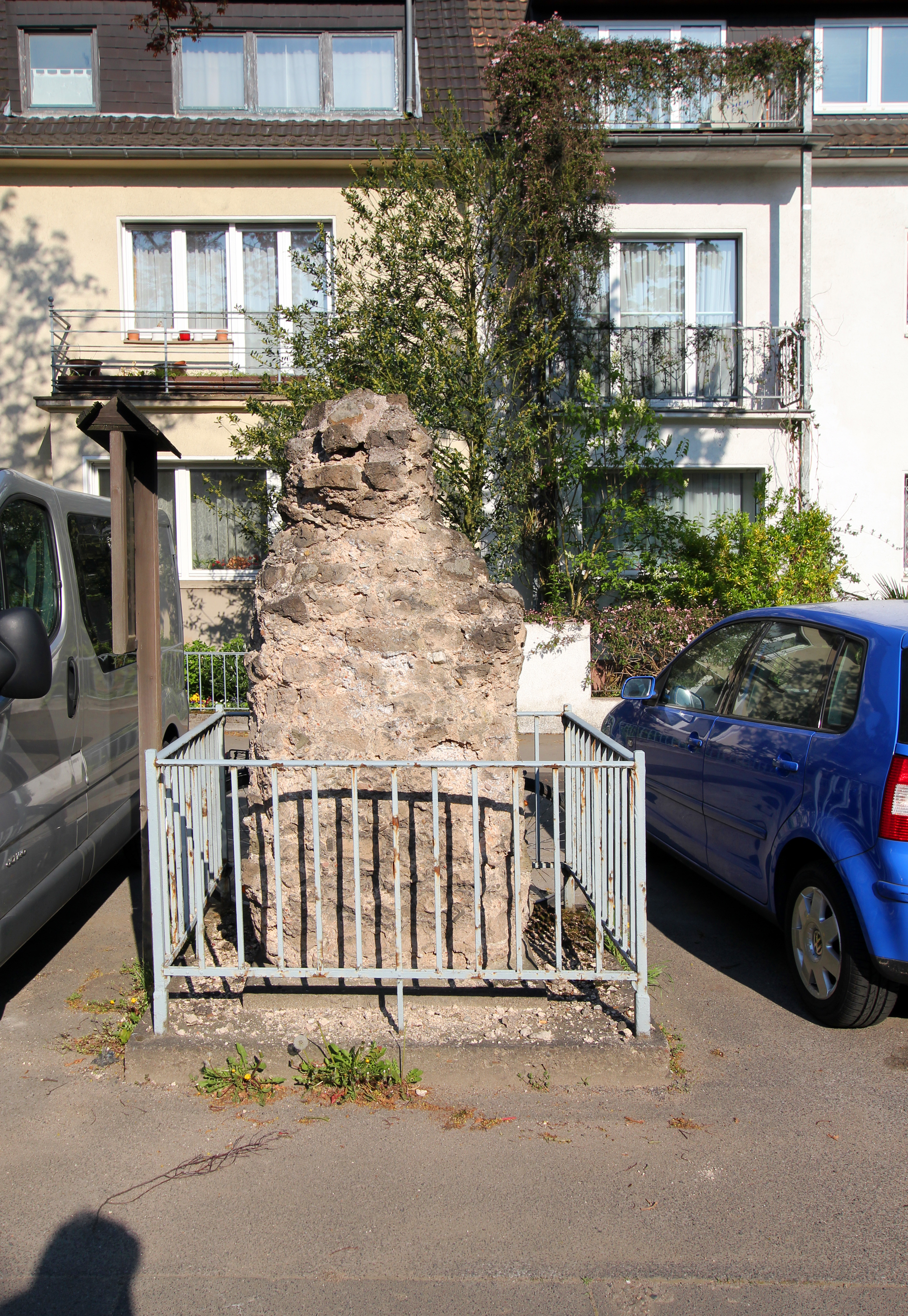
Köln-Sülz, Berrenrather Straße
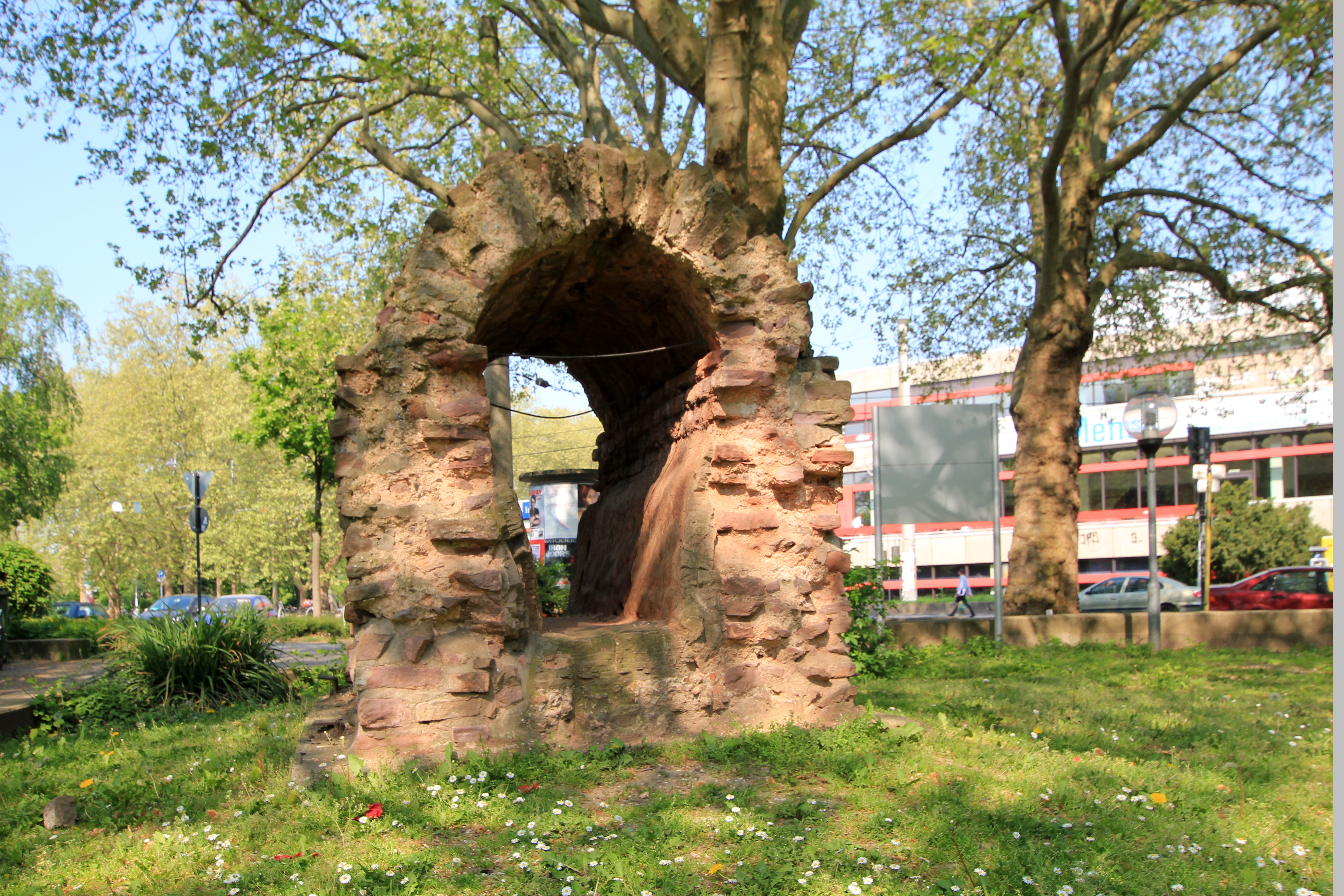
Köln, Zülpicher Straße 47
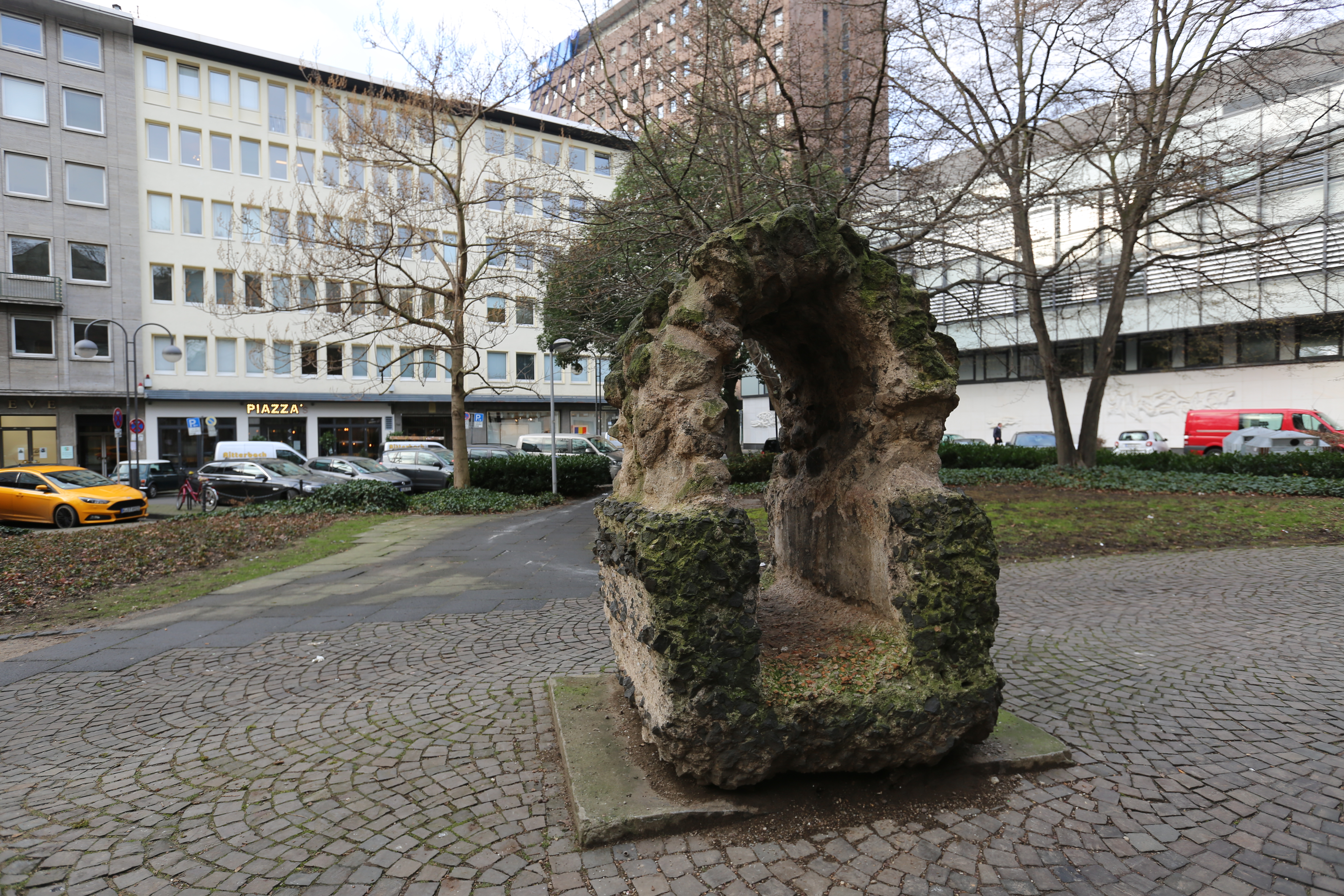
Drususgasse / An der Rechtschule. Teilstück aus Hürth

## Wanderherbergen
Von den Wanderherbergen nahe dem Weg sind zu nennen:
- Jugendgästehaus Nettersheim (betrieben von der Gemeinde Nettersheim)
- Jugendherberge Naturfreundehaus Kendenich / Villehaus in Hürth (betrieben von den Naturfreunden)
- Jugendwohnheim Haus Rheinbach (betrieben vom Staatlichen Berufskolleg Glas Keramik Gestaltung)